# Goithi
Goithi (en népalais : गोइठी) est un comité de développement villageois du Népal situé dans le district de Saptari. Au recensement de 2011, il comptait 3 751 habitants.